# Staroniżestieblijewskaja
Staroniżestieblijewskaja (ros. Старонижестеблиевская) – stanica w Rosji, w Kraju Krasnodarskim, w rejonie krasnoarmiejskim. W 2010 liczyła 10 260 mieszkańców.

## Urodzeni
- Aleksiej Puszkariow – rosyjski bobsleista, olimpijczyk.